# 英國國民信託
國民信託，正式名称國家名勝古蹟信託（National Trust for Places of Historic Interest or Natural Beauty），是英國的國民信託組織，活動範圍包括英格蘭、威爾斯和北愛爾蘭；蘇格蘭因為當地有獨立的蘇格蘭國民信託，故沒有參與此信託組織。
英國國民信託是世界上最大的保育組織和慈善團體之一，同時也是全英國最多會員的組織。協會的主要收入來自會費、捐款、遺贈產和透過商業活動所得之利潤。

## 歷史
國家名勝古蹟信托在1895年創立，是一家慈善組織。它是一個組合團體，並受到《全國信託法案》（National Trust Acts）的約束(1907-71) 。成立之初的目標是「永久保護全國具歷史價值和自然美的土地與建築」。受到Charles Eliot 和 Kyrle Society的早期成功所鼓勵， Octavia Hill (1838–1912) 、Robert Hunter (1844–1913) 和 Canon Hardwicke Rawnsley (1851–1920) 三人在1895年1月12日創建了協會。另外第一代西敏公爵休·格罗夫纳則是成立協會的主要贊助人。早期協會主要是關心如何保護公眾地方和若干受到危害的建築物。協會的第一幢物業是Alfriston Clergy House，而第一片自然保護區則是Wicken Fen。協會的標誌是橡樹葉和橡果，據說創作靈感是來自Alfriston Clergy House檐口的雕刻。
20世紀中葉，協會意識到很多業主無法保養他們的鄉郊宅邸和花園，於是這些建築開始大量成為協會的資產。James Lees-Milne在鄉郊別墅保育中扮演了中心角色，保育成功主要歸功於他。雖然在實際上他只是一位協會僱員，並只是負責執行行政團體早已規劃好的政策。
1967 年的年度例行會議爆發了協會其中一場最大的衝突。協會領袖被指脫離現實和過份強調鄉郊宅邸保育。為回應是次衝突，行政議會邀請了Sir Henry Benson擔任諮詢委員會主席，重新檢討協會架構。1968年的檢討報告(Benson Report) 發布後，決定將協會行政權力移交到地方。1970年協會成立了75周年，當時有226,200名會員。1975年攀升至500,000，1981年終於達到一百萬，1990年更擁有了二百萬名會員。
1990年代，關於應否批准在協會保育地內獵鹿，協會內部曾有過激烈的辯論，但都無損會員人數增長。2005年會員人數達到三百四十萬。同年協會總部遷往史云顿。總部大樓建於一個廢棄火車站，並成為翻新廢棄工業地的楷模。它被命名為Heelis，這是英國著名童書作家和插畫家碧雅翠絲·波特婚後的名字。她是協會最重要的捐助者之一。

## 治理和資金
國家名勝古蹟信托雖是受到National Trust Acts(1907-71) 正式授權建立，但它的性質屬於私人慈善團多於政府機關。(英國歷史遺跡管理局是英國法定的政府機關，某些工作與全國託管協會部份重疊。) 法律授予國民信託有權去指定某一幅土地為「不能讓予的土地」，以防止土地在違背協會意願下被出售或抵押。
國家名勝古蹟信托是世界上擁有最多會員的組織之一。它擁有超過300萬會員，會費成為它最重要的收入來源。有一獨立組織稱作Royal Oak Foundation，全國託管協會的行政議會成員由該組織選出，組織亦可在協會年度例行會議提出建議和投票。
在營運層面上，協會被劃分成地區組織，並與當地政府緊密合作。總部則位於斯温登。直至2006年2月28日，協會的總收入為三億三千七十二萬英鎊，扣除商業開支剩下三億英鎊。這£300.0 million的最大來源包括：會費(31%)、直接資產收入(26%)、遺贈產(13%)和其他投資收入(9%)。支出則包括例行資產管理成本一億四千零七十萬英鎊和主要工程成本六千八百三十萬英鎊。
扣除鄉村農莊與資產的實體價值(由於它們是不能讓予的，甚至是協會本身也不能將之變賣，所以很多都是純粹的國有資產) ，直到2006年2月28日，協會的投資基金已超過八億四千一百萬英鎊。很多資金都已借出以支持特定工程與物業。

## 國家名勝古蹟信托的資產

### 歷史著名的宅邸和花園
協會擁有數千間散佈在英格蘭、威爾斯和北愛爾蘭的物業，包括超過二百幢具顯著重要性的宅邸和花園。大部份的鄉郊宅邸擁有豐富的繪畫收藏、傢具、書籍、金屬製品、陶器和紡織品，蘊含着它們的歷史背景。多數宅邸都附有花園，但協會都持有一些不是連接着宅邸的花園。包括一些最著名的豪華住宅和一些對英國園藝史很重要的花園。
英國政府頒佈了遺產稅，促使兩代間的大型物業無法轉移，刺激到很多家庭把他們的巨大宅邸遺贈給全國託管協會。